# 聖加侖主教座堂

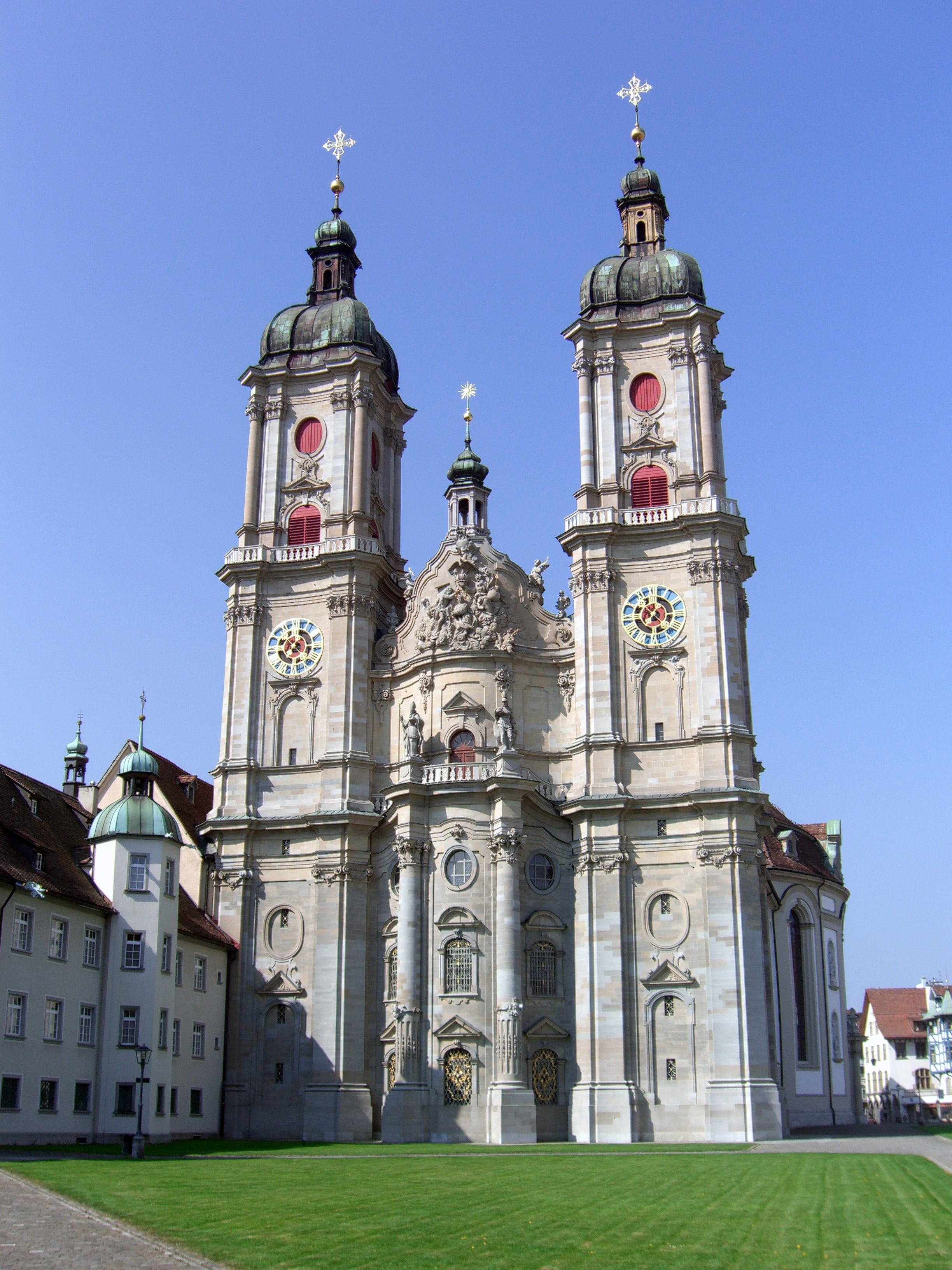
聖加侖主教座堂

聖加侖主教座堂（Stiftskirche St. Gallus und Otmar）是瑞士城市聖加侖的一座羅馬天主教的主教座堂。

## 历史
自1847年開始，這座教堂是天主教聖加侖教區的主教座堂。聖加侖主教座堂是聖加侖修道院的一部分。

## 外部連結
- 维基共享资源上的相關多媒體資源：Stiftskirche St. Gallus und Otmar
- 官方网站 （德文）

47°25′24″N 9°22′36″E / 47.4232°N 9.3767°E